# Sindora javanica
Sindora javanica är en ärtväxtart som först beskrevs av Sijfert Hendrik Koorders och Theodoric Valeton, och fick sitt nu gällande namn av Cornelis Andries Backer. Sindora javanica ingår i släktet Sindora och familjen ärtväxter. IUCN kategoriserar arten globalt som sårbar. Inga underarter finns listade i Catalogue of Life.